# Georgia Aquarium

Een mannelijke walvishaai in een van de aquaria

Het Georgia Aquarium is een openbaar aquarium in Atlanta aan Pemberton Place. Het werd geopend in 2005.
Het aquarium werd gebouwd met behulp van een donatie van 250 miljoen Amerikaanse dollar van Home Depot-oprichter Bernard Marcus. Het staat op een oppervlakte van 5 hectare ten noorden van Centennial Olympic Park. Marcus vierde in 1999 zijn zestigste verjaardag in het Monterey Bay Aquarium en kreeg daardoor inspiratie om het aquarium in Atlanta te bouwen. 

## Bewoners
Het Georgia Aquarium huisvest onder meer twee walvishaaien (Yushan en Taroko) en enkele beloega's. Beloega Marina overleed op 1 december 2007 aan scleriasua daemontus (grijze tetanus). Twee vrouwelijke walvishaaien overleden in respectievelijk 2020 en 2021. Zij woonden allebei sinds 2006 in het aquarium.
In de grote walvishaaientank worden ongeveer 65 diersoorten gehouden, waaronder een soepschildpad, reuzenmanta's, adelaarsroggen, Atlantische duivelsroggen, reuzentandbaarzen, zaagvissen, rondbekgitaarroggen, zandbankhaaien, zebrahaaien, zwartpuntrifhaaien en wobbegongs.
Verder is er ook een grote tank te vinden met een gigantisch koraalrif. Hier worden vele doktersvissen en andere koraalbewoners gehouden.
Het aquarium heeft ook zandtijgerhaaien en grote hamerhaaien gehad, maar deze zijn niet meer in de tentoonstelling te zien.

## Record
De hoofdtank 'Ocean Voyager' is sinds de opening van het aquarium de grootste aquariumtank ter wereld; het bevat 24 miljoen liter water. Het Georgia Aquarium is ook lange tijd recordhouder geweest van het aquarium met het grootste totaalvolume water: 40 miljoen liter water, verdeeld over acht themagebieden. Dit is intussen door enkele aquaria overtroffen. 